# Bienna varianta
Bienna varianta är en svampdjursart som först beskrevs av James Scott Bowerbank 1858.  Bienna varianta ingår i släktet Desmacella, och familjen Desmacellidae. Arten är reproducerande i Sverige.